# João Félix Pereira
João Félix Pereira (Lisboa, 1822 - 1891) foi um polímata português, escritor e tradutor, que contribuiu no seu tempo para a divulgação de várias disciplinas, como a Medicina, História e Economia. É autor de originais e traduziu para português obras do latim, grego, espanhol, francês, inglês, alemão e russo, e teria conhecimentos também de dinamarquês, sueco e holandês.
João Félix era um escritor compulsivo, que escrevia para editar, por vezes adaptando e reaproveitando textos já publicados. O seu método de escrita e a sua obra, que era considerada enfadonha, fizeram de João Félix motivo de troça entre os intelectuais da sua época e hoje é lembrado apenas como um dos "excêntricos" do século XIX.
Ramalho Ortigão e Eça de Queirós dedicam-lhe algumas das suas farpas a propósito do seu livro Preceitos de Civilidade: "O mestre das maneiras portuguesas não é Talma, nem madame de Girardin, nem Balzac, nem Emerson, nem Carlos Dickens. É simplesmente o Sr. João Félix Pereira, médico, engenheiro civil e agrónomo. (...) Apesar da existência em oitava edição da grande obra do Sr. João Félix a respeito da civilidade, vemos com certa angústia que nem todos os jovens se têm nutrido nos meios daquela doutrina."

## Obras
Algumas obras do autor:
- Pecúlio do orador Português ou Colecção de frases Portuguesas, , (1873)
- Princípios de Química, , (1864)
- Vocabulário usual das línguas portuguesa e inglesa: precedido de um resumo de gramática inglesa e seguido de um glossário dos termos comerciais, , (1880)
- O General António Pedro de Azevedo ou Conselhos aos pais de família, , (1876)
- Vocabulário sónico, ou enumeração das principais palavras portuguesas escritas segundo as regras da ortografia fonética precedido da refutação da ortografia etimológica e seguido de um episódio dos Lusíadas, escrito sónicamente, , (1888)
- Corografia do Brasil, , (1854)
- Natureza e extensão do progresso considerado como lei da humanidade: : aplicação especial desta lei às belas artes, , (1863)
- História da Grécia: para uso das escolas, , (1869)
- A companhia do olho vivo: drama original em quatro actos e um prólogo, , (1876)
- Compêndio de cronologia, , (1878)
- Preceitos de Civilidade, m (1876)